# Qualificazioni al campionato mondiale di calcio 2018 - AFC
La zona asiatica delle qualificazioni al campionato mondiale di calcio 2018 vede le squadre in competizione per i posti per la fase finale in Russia.

## Regolamento
Le qualificazioni della zona asiatica sono iniziate il 12 marzo 2015 e si concluderanno il 10 ottobre 2017. La procedura è la seguente:
- Primo round: le 12 squadre con il peggior ranking del continente si sfidano in partite di andata e ritorno.
- Secondo round: alle sei squadre vincitrici del primo round, si aggiungono le altre squadre per un totale di 40 squadre che sono divise in 8 gruppi da 5 squadre con partite di andata e ritorno. Le prime classificate e le quattro migliori seconde si qualificano al terzo round.
- Terzo round: le 12 squadre vengono divise in due gruppi da 6 squadre ciascuno con partite di andata e ritorno. Le prime due di ogni girone si qualificano alla fase finale del Mondiale 2018, le due terze vanno al quarto round.
- Quarto round: le due terze classificate si sfidano nel quarto round. La vincitrice affronterà il play-off intercontinentale.

## Primo round
Gli accoppiamenti del primo round sono stati sorteggiati il 10 febbraio 2015. L'andata è stata giocata il 12 marzo, il ritorno il 17 marzo 2015.
| Squadra 1     | Totale | Squadra 2 | Andata | Ritorno |
| ------------- | ------ | --------- | ------ | ------- |
| India         | 2 - 0  | Nepal     | 2 - 0  | 0 - 0   |
| Yemen         | 3 - 1  | Pakistan  | 3 - 1  | 0 - 0   |
| Timor Est     | 0 - 6* | Mongolia  | 0 - 3  | 0 - 3   |
| Cambogia      | 4 - 1  | Macao     | 3 - 0  | 1 - 1   |
| Taipei cinese | 2 - 1  | Brunei    | 0 - 1  | 2 - 0   |
| Sri Lanka     | 1 - 3  | Bhutan    | 0 - 1  | 1 - 2   |

- a tavolino. Timor Est aveva vinto entrambi gli incontri (per 4-1 e 1-0, per un totale di 5-1), ma la Fifa ha successivamente assegnato entrambe le gare alla Mongolia, avendo Timor Est schierato diversi giocatori non utilizzabili. Nel frattempo però Timor Est aveva già disputato il secondo turno, venendo eliminato, e la Mongolia non è più stata reinserita nelle qualificazioni.

## Secondo round
I sorteggi del secondo turno si sono svolti il 14 aprile 2015 a Kuala Lumpur. Le prime classificate e le migliori 4 seconde passano al terzo turno.
| Fascia 1 | Fascia 2 | Fascia 3 | Fascia 4 | Fascia 5 |
| --- | --- | --- | --- | --- |
| - Iran (40) - Giappone (50) - Corea del Sud (57) - Australia (63) - Emirati Arabi Uniti (68) - Uzbekistan (73) - Cina (82) - Iraq (86) | - Arabia Saudita (95) - Oman (97) - Qatar (99) - Giordania (103) - Bahrein (108) - Vietnam (125) - Siria (126) - Kuwait (127) | - Afghanistan (135) - Filippine (139) - Palestina (140) - Maldive (141) - Thailandia (142) - Tagikistan (143) - Libano (144) - India (147) | - Timor Est (152) - Kirghizistan (153) - Corea del Nord (157) - Birmania (158) - Turkmenistan (159) - Indonesia (159) - Singapore (162) - Bhutan (163) | - Malaysia (164) - Hong Kong (167) - Bangladesh (167) - Yemen (170) - Guam (175) - Laos (178) - Cambogia (179) - Taipei cinese (182) |

### Girone A
| Squadra             | P.ti | G | V | P | S | RF | RS | DR  |
| ------------------- | ---- | - | - | - | - | -- | -- | --- |
| Arabia Saudita      | 20   | 8 | 6 | 2 | 0 | 28 | 4  | +24 |
| Emirati Arabi Uniti | 17   | 8 | 5 | 2 | 1 | 25 | 4  | +21 |
| Palestina           | 12   | 8 | 3 | 3 | 2 | 22 | 6  | +16 |
| Malaysia            | 4    | 8 | 1 | 1 | 6 | 3  | 30 | -27 |
| Timor Est           | 2    | 8 | 0 | 2 | 6 | 2  | 36 | -34 |

| Squadra             | Emirati Arabi Uniti (bandiera) | Arabia Saudita (bandiera) | Palestina (bandiera) | Timor Est (bandiera) | Malaysia (bandiera) |
| ------------------- | ------------------------------ | ------------------------- | -------------------- | -------------------- | ------------------- |
| Emirati Arabi Uniti | —                              | 1 – 1                     | 2 – 0                | 8 – 0                | 10 – 0              |
| Arabia Saudita      | 2 – 1                          | —                         | 3 – 2                | 7 – 0                | 2 – 0               |
| Palestina           | 0 – 0                          | 0 – 0                     | —                    | 7 – 0                | 6 – 0               |
| Timor Est           | 0 – 3*                         | 0 – 10                    | 0 – 3*               | —                    | 0 – 3*              |
| Malaysia            | 1 – 2                          | 0 – 3*                    | 0 – 6                | 3 – 0*               | —                   |

- a tavolino

### Girone B
| Squadra      | P.ti | G | V | P | S | RF | RS | DR  |
| ------------ | ---- | - | - | - | - | -- | -- | --- |
| Australia    | 21   | 8 | 7 | 0 | 1 | 29 | 4  | +25 |
| Giordania    | 16   | 8 | 5 | 1 | 2 | 21 | 7  | +14 |
| Kirghizistan | 14   | 8 | 4 | 2 | 2 | 10 | 8  | +2  |
| Tagikistan   | 5    | 8 | 1 | 2 | 5 | 9  | 20 | -11 |
| Bangladesh   | 1    | 8 | 0 | 1 | 7 | 2  | 32 | -30 |

| Squadra      | Australia (bandiera) | Giordania (bandiera) | Tagikistan (bandiera) | Kirghizistan (bandiera) | Bangladesh (bandiera) |
| ------------ | -------------------- | -------------------- | --------------------- | ----------------------- | --------------------- |
| Australia    | —                    | 5 – 1                | 7 – 0                 | 3 – 0                   | 5 – 0                 |
| Giordania    | 2 – 0                | —                    | 3 – 0                 | 0 – 0                   | 8 – 0                 |
| Tagikistan   | 0 – 3                | 1 – 3                | —                     | 0 – 1                   | 5 – 0                 |
| Kirghizistan | 1 – 2                | 1 – 0                | 2 – 2                 | —                       | 2 – 0                 |
| Bangladesh   | 0 – 4                | 0 – 4                | 1 – 1                 | 1 – 3                   | —                     |

### Girone C
| Squadra   | P.ti | G | V | P | S | RF | RS | DR  |
| --------- | ---- | - | - | - | - | -- | -- | --- |
| Qatar     | 21   | 8 | 7 | 0 | 1 | 29 | 4  | +25 |
| Cina      | 17   | 8 | 5 | 2 | 1 | 27 | 1  | +26 |
| Hong Kong | 14   | 8 | 4 | 2 | 2 | 13 | 5  | +8  |
| Maldive   | 6    | 8 | 2 | 0 | 6 | 8  | 20 | -12 |
| Bhutan    | 0    | 8 | 0 | 0 | 8 | 5  | 52 | -47 |

| Squadra   | Cina (bandiera) | Qatar (bandiera) | Maldive (bandiera) | Bhutan (bandiera) | Hong Kong (bandiera) |
| --------- | --------------- | ---------------- | ------------------ | ----------------- | -------------------- |
| Cina      | —               | 2 – 0            | 4 – 0              | 12 – 0            | 0 – 0                |
| Qatar     | 1 – 0           | —                | 4 – 0              | 15 – 0            | 2 – 0                |
| Maldive   | 0 – 3           | 0 – 1            | —                  | 4 – 2             | 0 – 1                |
| Bhutan    | 0 – 6           | 0 – 3            | 3 – 4              | —                 | 0 – 1                |
| Hong Kong | 0 – 0           | 2 – 3            | 2 – 0              | 7 – 0             | —                    |

### Girone D
| Squadra      | P.ti | G | V | P | S | RF | RS | DR  |
| ------------ | ---- | - | - | - | - | -- | -- | --- |
| Iran         | 20   | 8 | 6 | 2 | 0 | 26 | 3  | +23 |
| Oman         | 14   | 8 | 4 | 2 | 2 | 11 | 7  | +4  |
| Turkmenistan | 13   | 8 | 4 | 1 | 3 | 10 | 11 | -1  |
| Guam         | 7    | 8 | 2 | 1 | 5 | 3  | 16 | -13 |
| India        | 3    | 8 | 1 | 0 | 7 | 5  | 18 | -13 |

| Squadra      | Iran (bandiera) | Oman (bandiera) | India (bandiera) | Turkmenistan (bandiera) | Guam (bandiera) |
| ------------ | --------------- | --------------- | ---------------- | ----------------------- | --------------- |
| Iran         | —               | 2 – 0           | 4 – 0            | 3 – 1                   | 6 – 0           |
| Oman         | 1 – 1           | —               | 3 – 0            | 3 – 1                   | 1 – 0           |
| India        | 0 – 3*          | 1 – 2           | —                | 1 – 2                   | 1 – 0           |
| Turkmenistan | 1 – 1           | 2 – 1           | 2 – 1            | —                       | 1 – 0           |
| Guam         | 0 – 6           | 0 – 0           | 2 – 1            | 1 – 0                   | —               |

- a tavolino

### Girone E
| Squadra     | P.ti | G | V | P | S | RF | RS | DR  |
| ----------- | ---- | - | - | - | - | -- | -- | --- |
| Giappone    | 22   | 8 | 7 | 1 | 0 | 27 | 0  | +27 |
| Siria       | 18   | 8 | 6 | 0 | 2 | 26 | 11 | +15 |
| Singapore   | 10   | 8 | 3 | 1 | 4 | 9  | 9  | 0   |
| Afghanistan | 9    | 8 | 3 | 0 | 5 | 8  | 24 | -16 |
| Cambogia    | 0    | 8 | 0 | 0 | 8 | 1  | 27 | -26 |

| Squadra     | Giappone (bandiera) | Siria (bandiera) | Afghanistan (bandiera) | Singapore (bandiera) | Cambogia (bandiera) |
| ----------- | ------------------- | ---------------- | ---------------------- | -------------------- | ------------------- |
| Giappone    | —                   | 5 – 0            | 5 – 0                  | 0 – 0                | 3 – 0               |
| Siria       | 0 – 3               | —                | 5 – 2                  | 1 – 0                | 6 – 0               |
| Afghanistan | 0 – 6               | 0 – 6            | —                      | 2 – 1                | 3 – 0               |
| Singapore   | 0 – 3               | 1 – 2            | 1 – 0                  | —                    | 2 – 1               |
| Cambogia    | 0 – 2               | 0 – 6            | 0 – 1                  | 0 – 4                | —                   |

### Girone F
| Squadra       | P.ti | G | V | P | S | RF | RS | DR  |
| ------------- | ---- | - | - | - | - | -- | -- | --- |
| Thailandia    | 14   | 6 | 4 | 2 | 0 | 14 | 6  | +8  |
| Iraq          | 12   | 6 | 3 | 3 | 0 | 13 | 6  | +7  |
| Vietnam       | 7    | 6 | 2 | 1 | 3 | 7  | 8  | -1  |
| Taipei cinese | 0    | 6 | 0 | 0 | 6 | 5  | 19 | -14 |
| Indonesia     | 0    | 0 | 0 | 0 | 0 | 0  | 0  | 0   |

| Squadra       | Iraq (bandiera) | Vietnam (bandiera) | Thailandia (bandiera) | Indonesia (bandiera) | Taipei cinese (bandiera) |
| ------------- | --------------- | ------------------ | --------------------- | -------------------- | ------------------------ |
| Iraq          | —               | 1 – 0              | 2 – 2                 | —                    | 5 – 1                    |
| Vietnam       | 1 – 1           | —                  | 0 – 3                 | —                    | 4 – 1                    |
| Thailandia    | 2 – 2           | 1 – 0              | —                     | —                    | 4 – 2                    |
| Indonesia     | —               | —                  | —                     | —                    | —                        |
| Taipei cinese | 0 – 2           | 1 – 2              | 0 – 2                 | —                    | —                        |

### Girone G
| Squadra       | P.ti | G | V | P | S | RF | RS | DR  |
| ------------- | ---- | - | - | - | - | -- | -- | --- |
| Corea del Sud | 24   | 8 | 8 | 0 | 0 | 27 | 0  | +27 |
| Libano        | 11   | 8 | 3 | 2 | 3 | 12 | 6  | +6  |
| Kuwait        | 10   | 8 | 3 | 1 | 4 | 12 | 10 | +2  |
| Birmania      | 8    | 8 | 2 | 2 | 4 | 9  | 21 | -12 |
| Laos          | 4    | 8 | 1 | 1 | 6 | 6  | 29 | -23 |

| Squadra       | Corea del Sud (bandiera) | Kuwait (bandiera) | Libano (bandiera) | Birmania (bandiera) | Laos (bandiera) |
| ------------- | ------------------------ | ----------------- | ----------------- | ------------------- | --------------- |
| Corea del Sud | —                        | 3 – 0*            | 1 – 0             | 4 – 0               | 8 – 0           |
| Kuwait        | 0 – 1                    | —                 | 0 – 0             | 9 – 0               | 0 – 3*          |
| Libano        | 0 – 3                    | 0 – 1             | —                 | 1 – 1               | 7 – 0           |
| Birmania      | 0 – 2                    | 3 – 0*            | 0 – 2             | —                   | 3 – 1           |
| Laos          | 0 – 5                    | 0 – 2             | 0 – 2             | 2 – 2               | —               |

- a tavolino

### Girone H
| Squadra        | P.ti | G | V | P | S | RF | RS | DR  |
| -------------- | ---- | - | - | - | - | -- | -- | --- |
| Uzbekistan     | 21   | 8 | 7 | 0 | 1 | 20 | 7  | +13 |
| Corea del Nord | 16   | 8 | 5 | 1 | 2 | 14 | 8  | +6  |
| Filippine      | 10   | 8 | 3 | 1 | 4 | 8  | 12 | -4  |
| Bahrein        | 9    | 8 | 3 | 0 | 5 | 10 | 10 | 0   |
| Yemen          | 3    | 8 | 1 | 0 | 7 | 2  | 17 | -15 |

| Squadra        | Uzbekistan (bandiera) | Bahrein (bandiera) | Filippine (bandiera) | Corea del Nord (bandiera) | Yemen (bandiera) |
| -------------- | --------------------- | ------------------ | -------------------- | ------------------------- | ---------------- |
| Uzbekistan     | —                     | 1 – 0              | 1 – 0                | 3 – 1                     | 1 – 0            |
| Bahrein        | 0 – 4                 | —                  | 2 – 0                | 0 – 1                     | 3 – 0            |
| Filippine      | 1 – 5                 | 2 – 1              | —                    | 3 – 2                     | 0 – 1            |
| Corea del Nord | 4 – 2                 | 2 – 0              | 0 – 0                | —                         | 1 – 0            |
| Yemen          | 1 – 3                 | 0 – 4              | 0 – 2                | 0 – 3*                    | —                |

- a tavolino

### Raffronto tra le seconde classificate
Le quattro migliori seconde classificate ottengono la qualificazione al terzo round, mentre le altre sono eliminate. Dato che il gruppo F è composto da quattro squadre, mentre negli altri gruppi ve ne sono cinque, le partite contro le squadre classificatesi al quinto posto degli altri gironi non sono valide per il conteggio dei punti delle migliori seconde classificate.
| Squadra             | Pt | G | V | N | P | GF | GS | DR  | Gruppo |
| ------------------- | -- | - | - | - | - | -- | -- | --- | ------ |
| Iraq                | 12 | 6 | 3 | 3 | 0 | 13 | 6  | +7  | F      |
| Siria               | 12 | 6 | 4 | 0 | 2 | 14 | 11 | +3  | E      |
| Emirati Arabi Uniti | 11 | 6 | 3 | 2 | 1 | 16 | 4  | +12 | A      |
| Cina                | 11 | 6 | 3 | 2 | 1 | 9  | 1  | +8  | C      |
| Corea del Nord      | 10 | 6 | 3 | 1 | 2 | 10 | 8  | +2  | H      |
| Giordania           | 10 | 6 | 3 | 1 | 2 | 9  | 7  | +2  | B      |
| Oman                | 8  | 6 | 2 | 2 | 2 | 6  | 6  | 0   | D      |
| Libano              | 5  | 6 | 1 | 2 | 3 | 3  | 6  | -3  | G      |

## Terzo round
Le 12 squadre vengono sorteggiate in due gruppi da 6 squadre ciascuno con partite di andata e ritorno. Le prime due di ogni girone si qualificano alla fase finale del Mondiale 2018, le due terze vanno al quarto round. Le squadre qualificate dal secondo round sono divise in sei fasce secondo il ranking FIFA di aprile 2016.
Il sorteggio per il terzo turno si è tenuto il 12 aprile 2016, alle ore 16.30 MST (UTC 8), al Mandarin Oriental Hotel a Kuala Lumpur, Malaysia.
| Fascia 1                     | Fascia 2                             | Fascia 3                                | Fascia 4                               | Fascia 5                  | Fascia 6                         |
| - Iran (42) - Australia (50) | - Corea del Sud (56) - Giappone (57) | - Arabia Saudita (60) - Uzbekistan (66) | - Emirati Arabi Uniti (68) - Cina (81) | - Qatar (83) - Iraq (105) | - Thailandia (110) - Siria (119) |

### Girone A
| Squadra       | P.ti | G  | V | P | S | RF | RS | DR |
| ------------- | ---- | -- | - | - | - | -- | -- | -- |
| Iran          | 22   | 10 | 6 | 4 | 0 | 10 | 2  | +8 |
| Corea del Sud | 15   | 10 | 4 | 3 | 3 | 11 | 10 | +1 |
| Siria         | 13   | 10 | 3 | 4 | 3 | 9  | 8  | +1 |
| Uzbekistan    | 13   | 10 | 4 | 1 | 5 | 6  | 7  | -1 |
| Cina          | 12   | 10 | 3 | 3 | 4 | 8  | 10 | -2 |
| Qatar         | 7    | 10 | 2 | 1 | 7 | 8  | 15 | -7 |

| Squadra       | Iran (bandiera) | Corea del Sud (bandiera) | Uzbekistan (bandiera) | Cina (bandiera) | Qatar (bandiera) | Siria (bandiera) |
| ------------- | --------------- | ------------------------ | --------------------- | --------------- | ---------------- | ---------------- |
| Iran          | —               | 1 - 0                    | 2 - 0                 | 1 - 0           | 2 - 0            | 2 - 2            |
| Corea del Sud | 0 - 0           | —                        | 2 - 1                 | 3 - 2           | 3 - 2            | 1 - 0            |
| Uzbekistan    | 0 - 1           | 0 - 0                    | —                     | 2 - 0           | 1 - 0            | 1 - 0            |
| Cina          | 0 - 0           | 1 - 0                    | 1 - 0                 | —               | 0 - 0            | 0 - 1            |
| Qatar         | 0 - 1           | 3 - 2                    | 0 - 1                 | 1 - 2           | —                | 1 - 0            |
| Siria         | 0 - 0           | 0 - 0                    | 1 - 0                 | 2 - 2           | 3 - 1            | —                |

### Girone B
| Squadra             | P.ti | G  | V | P | S | RF | RS | DR  |
| ------------------- | ---- | -- | - | - | - | -- | -- | --- |
| Giappone            | 20   | 10 | 6 | 2 | 2 | 17 | 7  | +10 |
| Arabia Saudita      | 19   | 10 | 6 | 1 | 3 | 17 | 10 | +7  |
| Australia           | 19   | 10 | 5 | 4 | 1 | 16 | 11 | +5  |
| Emirati Arabi Uniti | 13   | 10 | 4 | 1 | 5 | 10 | 13 | -3  |
| Iraq                | 11   | 10 | 3 | 2 | 5 | 11 | 12 | -1  |
| Thailandia          | 2    | 10 | 0 | 2 | 8 | 6  | 24 | -18 |

| Squadra             | Australia (bandiera) | Giappone (bandiera) | Arabia Saudita (bandiera) | Emirati Arabi Uniti (bandiera) | Iraq (bandiera) | Thailandia (bandiera) |
| ------------------- | -------------------- | ------------------- | ------------------------- | ------------------------------ | --------------- | --------------------- |
| Australia           | —                    | 1 - 1               | 3 - 2                     | 2 - 0                          | 2 - 0           | 2 - 1                 |
| Giappone            | 2 - 0                | —                   | 2 - 1                     | 1 - 2                          | 2 - 1           | 4 - 0                 |
| Arabia Saudita      | 2 - 2                | 1 - 0               | —                         | 3 - 0                          | 1 - 0           | 1 - 0                 |
| Emirati Arabi Uniti | 0 - 1                | 0 - 2               | 2 - 1                     | —                              | 2 - 0           | 3 - 1                 |
| Iraq                | 1 - 1                | 1 - 1               | 1 - 2                     | 1 - 0                          | —               | 4 - 0                 |
| Thailandia          | 2 - 2                | 0 - 2               | 0 - 3                     | 1 - 1                          | 1 - 2           | —                     |

## Quarto round
Le due squadre terze classificate dei due gruppi del terzo turno si sono affrontate con una partita di andata e ritorno il 5 e il 10 ottobre 2017 per determinare quale squadra sarebbe avanzata al play-off intercontinentale.
| Squadra 1 | Totale | Squadra 2 | Andata | Ritorno     |
| --------- | ------ | --------- | ------ | ----------- |
| Siria     | 2 - 3  | Australia | 1 - 1  | 1 - 2 (dts) |

| Arbitro: | Alireza Faghani |

|                    |           |           |
| Al Soma 85’ (rig.) | Marcatori | 40’ Kruse |

| Arbitro: | Ravshan Irmatov |

|                  |           |            |
| Cahill 13’, 109’ | Marcatori | 6’ Al Soma |